# André Jacobs
André Jacobs (auch Andre Jacobs; * 31. März 1961 in Johannesburg) ist ein südafrikanischer Schauspieler. Er ist in Fernseh- und Filmproduktionen zu sehen sowie als Bühnen- und Musicaldarsteller tätig.

## Leben
Jacobs lernte von 1973 bis 1976 das Schauspiel bei Rita Maas und bildete sich von 1976 bis 1977 an der London Academy of Music and Dramatic Art weiter. Eine erste Nebenrolle hatte er 1975 im Film Diamond Hunters. Ab den 1980er Jahren übernahm er überwiegend in inländischen Produktionen Film- und Serienrollen und wurde dadurch einem breiten nationalen Publikum bekannt. Er ist auch als Bühnendarsteller präsent. Jacobs wurde für viele südafrikanische Theaterpreise nominiert und gewann 1994 die Auszeichnungen FNB Vita and Fleur du Cap als bester Schauspieler für seine Rolle als John in dem David Mamet-Stück Oleanna. 2008 wurde er erneut mit dem Preis ausgezeichnet, diesmal für die beste Performance in einem Musical.
Er wirkte in den deutschsprachigen Filmproduktionen Die Wüstenrose und Auftrag in Afrika mit. Er wurde für Rollen in den Katastrophenfilmen Der Poseidon-Anschlag im Jahr 2005 und Die Flut – Wenn das Meer die Städte verschlingt im Jahr 2007 besetzt. 2010 stellte er einen der Ältesten eines Clans im Postapokalyptischen Fernsehfilm Lost Future – Kampf um die Zukunft dar. 2011 folgte eine Nebenrolle in Treasure Guards – Das Vermächtnis des Salomon. Von 2014 bis 2017 stellte er die Rolle des De Groot in 31 Episoden der Fernsehserie Black Sails dar.

## Filmografie (Auswahl)
- 1975: Diamond Hunters
- 1980: Macbeth (Fernsehfilm)
- 1981: The Master Builder (Fernsehfilm)
- 1982: Westgate II (Fernsehserie)
- 1982: Brood Vir My Broer (Fernsehserie)
- 1982: Die dame met die kamelias (Fernsehfilm)
- 1983: Town Guard (Fernsehserie)
- 1983: Man in a Sidecar (Fernsehfilm)
- 1985: Boetie op Manoeuvres
- 1985: Galery (Fernsehfilm)
- 1985: Van der Merwe P.I.
- 1986: Die Seemeeu (Fernsehfilm)
- 1987: Guillam Woudberg (Fernsehfilm)
- 1987: Der Herr von Dragonard Hill (Master of Dragonard Hill)
- 1988: Tödliche Mission (The Emissary)
- 1988: Paradise Road
- 1989: In the Name of Blood
- 1989: Dirty Games
- 1990: Prey for the Hunter
- 1990: Die Binnekring (Fernsehfilm)
- 1990: Return to Justice
- 1991: Blood Sacrifice
- 1991: Nag van die 19de
- 1991: Crystal Eye
- 1991: Pursuit
- 1992: Die Binnekring II (Fernsehfilm)
- 1993: Tropical Heat (Sweating Bullets) (Fernsehserie, Episode 3x17)
- 1994: MMG Engineers (Fernsehserie)
- 1994: Demon Keeper
- 1994: Meurtre avec préméditation (Fernsehserie)
- 1994: The Visual Bible: Acts
- 1995: Woestynblom (Fernsehserie)
- 1996: Todeskommando Irak (The One That Got Away) (Fernsehfilm)
- 1996: Vierspel (Fernsehserie, Episode 2x02)
- 1997: Tarzan – Die Rückkehr (Tarzan: The Epic Adventures) (Fernsehserie, Episode 1x14)
- 1997: Mandela und de Klerk – Zeitenwende (Mandela and de Klerk) (Fernsehfilm)
- 1997: Sindbads Abenteuer (The Adventures of Sinbad) (Fernsehserie, Episode 2x08)
- 1997: Das Geheimnis der verborgenen Stadt (Legend of the Hidden City) (Fernsehserie, Episode 1x39)
- 1999: Iemand om lief te hê (Fernsehserie)
- 1999: Die Profis – Die nächste Generation (CI5: The New Professionals) (Fernsehserie, Episode 1x01)
- 1999: Hunt for the Man in the Moon (Fernsehserie)
- 1999: Der Pirat aus der Vergangenheit (Pirates of the Plain)
- 2000: Die Wüstenrose (Fernsehfilm)
- 2000: Second Skin – Mörderisches Puzzle (Second Skin)
- 2001: Lied van die Lappop (Mini-Serie)
- 2001: Cold Revenge – Ohne Kontrolle (Styx)
- 2002: Special Unit AT 13 – Wettlauf mit dem Tod (The Red Phone: Manhunt) (Fernsehfilm)
- 2003: Execution TV
- 2003: Die hölzerne Kamera (The Wooden Camera)
- 2003: Bone Snatcher – Das Grauen wartet in der Wüste (The Bone Snatcher)
- 2004: In My Country
- 2004: Wake of Death – Rache ist alles, was ihm blieb (Wake of Death)
- 2005: Charlie Jade (Fernsehserie, Episode 1x15)
- 2005: Der Poseidon-Anschlag (The Poseidon Adventure) (Fernsehfilm)
- 2005: Out on a Limb
- 2005: Bermuda Dreieck – Tor zu einer anderen Zeit (The Triangle) (Mini-Serie)
- 2006: Avenger (Fernsehfilm)
- 2006: Orion (Fernsehserie)
- 2007: Goodbye Bafana
- 2007: Die Flut – Wenn das Meer die Städte verschlingt (Flood)
- 2008: Hitchhiker
- 2008: Hansie: A True Story
- 2008: Crusoe (Fernsehserie, Episode 1x08)
- 2009: Natalee Holloway (Fernsehfilm)
- 2009: Invictus – Unbezwungen (Invictus)
- 2010: Silent Witness (Fernsehserie, 2 Episoden)
- 2010: League of Glory (Fernsehserie)
- 2010: Auftrag in Afrika (Fernsehfilm)
- 2010: Vénus noire
- 2010: Lost Future – Kampf um die Zukunft (The Lost Future) (Fernsehfilm)
- 2011: The Runaway (Mini-Serie, Episode 1x03)
- 2011: Buschpiloten küsst man nicht (Fernsehfilm)
- 2011: Treasure Guards – Das Vermächtnis des Salomon (Treasure Guards) (Fernsehfilm)
- 2012: Vloeksteen (Fernsehserie, 13 Episoden)
- 2013: Der Flug der Störche (Flight of the Storks) (Mini-Serie, Episode 1x01)
- 2013: Felix
- 2013: Mandela – Der lange Weg zur Freiheit (Mandela: Long Walk to Freedom)
- 2013: SAF3 (Fernsehserie, 2 Episoden)
- 2014: Spud 3: Learning to Fly
- 2014–2017: Black Sails (Fernsehserie, 31 Episoden)
- 2015: Renascence (Kurzfilm)
- 2016: Vir Altyd
- 2016: Modder en bloed
- 2017: Madiba (Mini-Serie, 3 Episoden)
- 2017: Van der Merwe
- 2017: Solange ich atme (Breathe)
- 2018: Samson
- 2019: Inside Man: Most Wanted
- 2019–2020: Warrior (Fernsehserie, 5 Episoden)
- 2020: Eine Frau an der Front (Our Girl) (Fernsehserie, Episode 4x01)
- 2020: Vagrant Queen (Fernsehserie, 5 Episoden)
- 2020: Professionals (Fernsehserie, 6 Episoden)
- 2020: Spell
- 2021: Der Mauretanier (The Mauritanian)
- 2021: Indemnity